# Kalela-Tanz
Der Kalela-Tanz wurde nach 1950 im größten zentralafrikanischen Bergbaugebiet, dem Copperbelt in Sambia, und in der heutigen Demokratischen Republik Kongo populär und wurde von J. Clyde Mitchell exemplarisch untersucht.
Der Copperbelt, als Ballungsraum ein Zuwanderungsgebiet von über 90 Sprachgruppen, die dort zur Hauptsache im Kupferbergbau und in der Kupferverhüttung arbeiteten, hatte ursprünglich verfeindete Stammesgruppen zusammengeführt und auch neue interethnische Spannungen geschürt. Der Kalela-Tanz, im Kern ein Rundtanz von Männern mit einigen festen kostümierten Figuren (zum Beispiel „der Doktor“) mit herkömmlichen Rhythmisierungen und Musikinstrumenten bestand zum Vergnügen der Zuschauern aus langen, bekannten, meist aber aktuell hinzugedichteten Spottversen einzelner Gruppen übereinander. Wie andere joking relationships hatte er eine Doppelfunktion im Sinne von Max Gluckmans The Licence in Ritual: Er brachte soziale Konflikte prononciert zum Ausdruck, entschärfte aber ihre Austragung im Alltag.
2022 wurde der Kalela-Tanz in die UNESCO-Liste des immateriellen Kulturerbes der Menschheit aufgenommen.